# Mort au combat (téléfilm)
Pour les articles homonymes, voir Friendly Fire et   Mort au combat.
Pour plus de détails, voir Fiche technique et Distribution.
Mort au combat (titre original anglais : Friendly Fire) est un téléfilm américain réalisé par David Greene et diffusé initialement le 22 avril 1979 sur le réseau ABC.
Le film raconte l'histoire véridique de Peg Mullen (en) (interprétée par Carol Burnett), une femme de l'Iowa rurale qui travaille avec son mari contre les obstacles du gouvernement pour découvrir les détails et les faits réels sur la mort de son fils Michael, un soldat d'infanterie de l'armée assassiné par un « tir ami » en février 1970 pendant la guerre du Vietnam. Son mari Gene, vétéran de la Seconde Guerre mondiale, est interprété par Ned Beatty.

## Synopsis
Le sergent Mullen est incorporé en septembre 1968 après avoir obtenu son diplôme de l'université et envoyé au Sud Viêt Nam (République du Viêt Nam) à la 198th Infantry Brigade, 23rd Infantry Division (Americal Division) en septembre 1969.
Il est répertorié comme étant une victime hors combat après avoir été tué accidentellement en même temps qu'un autre soldat par un éclat d'obus d'artillerie de l'armée qui a explosé, alors, qu'avec la majorité de son peloton, il dormait la nuit sur leur position au sommet d'une colline.
Le gouvernement n'a pas rendu compte publiquement du nombre de morts hors combats et leurs noms n'ont pas été repris sur ses listes hebdomadaires de victimes pendant la guerre.

## Fiche technique
- Titre : Mort au combat
- Titre original : Friendly Fire
- Réalisation : David Greene
- Scénario : Fay Kanin, d'après un livre de C. D. B. Bryan
- Photographie :
- Montage : Michael Economou
- Musique : Leonard Rosenman
- Pays d'origine : États-Unis
- Langue originale : anglais
- Format : couleur
- Genre : dramatique
- Durée : 147 minutes
- Première diffusion : États-Unis : 22 avril 1979

## Distribution
- Carol Burnett : Peg Mullen (en)
- Ned Beatty : Gene Mullen
- Dennis Erdman : Michael E. Mullen
- Sherry Hursey : Patricia Mullen
- Timothy Hutton : John Mullen
- Fanny Spiess : Mary Mullen
- Steve Bonino : Cactus
- Henry Brown (en) :
- Cosie Costa :
- Hilly Hicks : Willis Huddleston
- John Hillner :
- Kevin Hooks : Polk
- David Keith : Leroy Hamilton
- Mark Montgomery :
- Dan Shor : Prince
- Mark L. Taylor : Capt. Bannock
- Bernard Behrens : Dietrich
- Jorge Cervera Jr. :
- Woody Eney :
- William Jordan : Col. Byron Schindler
- Joe Lowry :
- Joseph G. Medalis : (comme Joe Medalis)
- Jack Rader : Sgt. Fitzgerald
- Vernon Weddle : Col. Georgi
- Phillip R. Allen : Ralph Jenner
- Nicolas Coster : Carl (comme Nicholas Coster)
- Charles Cyphers : Tom Loomis
- Macon McCalman :
- Sierra Pecheur : Mrs. Hamilton
- Ford Rainey : Mr. Hamilton
- Jenny Sullivan : Mrs. Bryan
- Robert Wahler : Alan Hulting
- Sam Waterston : C. D. B. Bryan
- Norman Bartold :
- William Bogert :
- Michael Bond :
- Robert Broyles :
- Michael Flanagan : Father Shimon
- Mary Gregory :
- Jerry Hardin :
- Warren Munson :
- Paul Baxley : (non crédité)
- Steve Benedict : (non crédité)
- Charles Bracy : (non crédité)
- Frank Bruno : (non crédité)
- Kevin Geer : (non crédité)
- Virginia Kiser : (non crédité)
- Wyatt Knight : (non crédité)
- Demetre Phillips : (non crédité)
- Bill Riddle : Headstone Maker (non crédité)
- Hank Ross : (non crédité)
- Marcia Shepard : (non crédité)
- Craig Shreeve : (non crédité)

## Production
Friendly Fire est adapté par Fay Kanin du livre du même nom de 1976 de C. D. B. Bryan.
Le livre a été lui-même adapté d'une série d'articles du  magazine The New Yorker que Bryan avait écrit sur les Mullen et leur calvaire.